# Heinz-Peter Gasse
Heinz-Peter Gasse (* 17. Oktober 1952 in Duisburg) ist ein deutscher Politiker der SPD.

## Ausbildung und Beruf
Heinz-Peter Gasse erlangte 1967 seinen Hauptschulabschluss. Von 1967 bis 1970 absolvierte er eine Lehre als Starkstromelektriker. Seinen Facharbeiterbrief erhielt er 1970. Von 1970 bis 1975 arbeitete er als Facharbeiter und war Betriebsratsmitglied. 1975 wurde Gasse Sekretär der IG Metall Duisburg für Jugend und Berufsbildung; 1984 Tarifsekretär der Eisen- und Stahlindustrie. Von 1990 bis Juli 2000 fungierte er als Geschäftsführer der IG Metall-Verwaltungsstelle Duisburg. Vom 10. Juli 2000 bis Juli 2004 war er Leiter des IG Metall-Bezirks Nordrhein-Westfalen. Heinz Peter Gasse wurde im Sommer 2004 zum Arbeitsdirektor der Hüttenwerke Krupp-Mannesmann berufen.

## Politik
Heinz-Peter Gasse ist seit 1972 Mitglied der SPD. Er ist seit 1995 Mitglied des Unterbezirksvorstandes Duisburg der SPD. Ab 2000 stellvertretender Vorsitzender der Arbeitsgemeinschaft für Arbeit in der SPD im Unterbezirk Duisburg. Gasse ist seit 1967 Mitglied der IG Metall.
Heinz-Peter Gasse war ab 2000 direkt gewähltes Mitglied des 13. Landtags von Nordrhein-Westfalen, aus dem er am 31. August 2001 wieder ausschied. 2002 war er Mitglied der Kommission für moderne Dienstleistungen am Arbeitsmarkt (Hartz-Kommission).